# Говард, Агнес, герцогиня Норфолк
Агне́с Го́вард, герцоги́ня Норфо́лк (англ. Agnes Howard, Duchess of Norfolk; ок. 1477 — 1545) — английская аристократка, вторая супруга Томаса Говарда, 2-го герцога Норфолк, крёстная мать двух королев Марии I и Елизаветы I, дочерей Генриха VIII.

## Биография

### Происхождение
Агнес Говард (урож. Тилни) была дочерью Хью Тилни и его супруги Элеонор Тейлбойс, дочери Уолтера Тейлбоса и Элис Стаффорд. Её двоюродная сестра Элизабет Тилни была супругой Томаса Говарда, 1-го графа Суррея. 

### Возвышение
После смерти Элизабет Тилни (апрель 1497 года) в августе того же года она вышла замуж за Томаса Говарда и принесла ему мало приданого. Томас Говард возвысился при дворе короля Генриха VII, став одним из приближённых к нему советников. В 1501 году её супруг стал лорд-казначеем и участвовал в дипломатических поездках и переговорах по заключению династических браков.
В 1514 году её супруг получил титул герцога Норфолк, благодаря этому Агнес Говард стала герцогиней Норфолкской.
В феврале 1516 года леди Агнес Говард стала крёстной матерью принцессы Марии (будущей королевы Марии I), старшей дочери короля Генриха VIII и Екатерины Арагонской. 
В мае 1524 года Томас Говард скончался в возрасте 80 лет и она стала носить титул вдовстующая герцогиня Норфолкская. Агнес Говард продолжала оставаться влиятельной дамой при королевском дворе, став в 1533 году крёстной матерью принцессы Елизаветы (будущей королевы Елизаветы I), дочери Генриха VIII и своей родственницы Анны Болейн, внучки её кузины Элизабет Тилни.
В июле 1540 года король Генрих VIII женился на родственнице и воспитаннице вдовствующей герцогини Екатерине Говард. Осенью 1541 года королю стало известно, о том что у его супруги были любовные связи с молодыми людьми, когда она жила в доме у вдовствующей герцогини. Вскоре стало известно, что у Екатерины была любовная связь с Томасом Калпепером.

### Арест и смерть

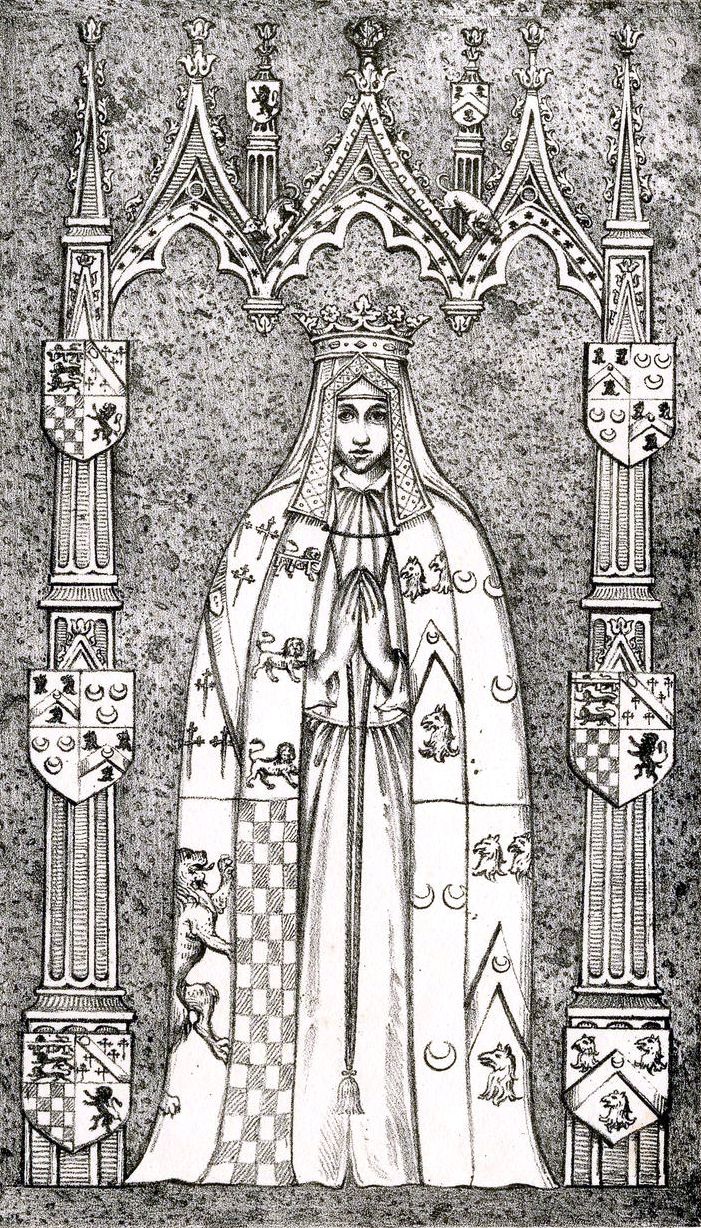
Рисунок могилы Агнес Говард из книги XIX века

Многие родственники престарелой герцогини, включая саму герцогиню Норфолкскую были арестованы и отправлены в Тауэр. Герцогиня была арестована в собственном доме, когда пыталась сжечь бумаги Фрэнсиса Дерема и его друга Уильяма Дэмпорта, как позже свидетельствовал её пасынок герцог Норфолк. По итогам судебного процесса и показаниям свидетелей, заключенные, в том числе и герцогиня, были приговорены к тюремному заключению и конфискации земель и имущества в пользу короны. Сама герцогиня не была привлечена к суду, поскольку она была «старой и вспыльчивой» и «может умереть из-за упрямства, пытаясь обмануть Королевское Высочество в отношении конфискации ее имущества». 
После казни Екатерины Говард и её подруги виконтессы Рочфорд, которая произошла 13 февраля 1542 года, многие родственники герцогини были освобождены из тюремного заключения. При этом король считал, что было столько же оснований обвинить вдовствующую герцогиню в государственной измене, как и осудить Дерема. Совет проявил милосердие и 5 мая 1542 года герцогиня была освобождена из Тауэра.
Скончалась в мае 1545 года в возрасте около 70 лет, была похоронена в церкви Святой Марии (Ламбет, графство Суррей).

## Семья и дети
От брака с Томасом Говардом, 2-м герцогом Норфолк было 10 детей, 4 сыновей умерли в детстве:
- Уильям Говард, 1-й барон Говард из Эффингема (ок. 1510 — 12 января 1573);
- лорд Томас Говард[англ.] (1511 — 31 октября 1537);
- Джон Говард (ум. 23 марта 1503);
- Чарльз Говард (ум. 3 мая 1512);
- Ричард Говард (ум. 1517);
- Генри Говард (ум. 22 февраля 1513);
- Дороти Говард, была замужем за Эдвардом Стэнли, 3-м графом Дерби;
- Анна Говард, была замужем за Джоном де Вером, 14-м графом Оксфордом;
- Кэтрин Говард, в первом браке замужем за Грифитом ап Рисом[англ.], во втором — за Генри Добене, 1-м графом Бриджуотером[англ.];
- Элизабет Говард (ум.1536), была замужем за Генри Рэдклиффом, 2-м графом Сассексом;